# Fortid og Nutid
Fortid og Nutid var et dansk historisk tidsskrift, der beskæftigede sig med dansk kulturhistorie og lokalhistorie. Det udkom første gang i 1914 og blev udgivet af Dansk Historisk Fællesråd. I 2010 blev tidskriftet lagt sammen med tidsskriftet Folk og kultur og omlagt til at udkomme som en kombineret trykt og digital udgivelse og videreført under navnet Kulturstudier. Johan Hvidtfeldt var i redaktionen. Eksempler på historikere der har udgivet i tidsskriftet er Karl-Erik Frandsen,
og Bent Blüdnikow.
Artiklerne fra Fortid og Nutid er digitaliseret og gjort tilgængelig på tidsskrift.dk. Desuden er tidsskriftet online tilgængelig hos Slægtsforskernes Bibliotek.